# IC 3599
IC 3599 је спирална галаксија у сазвјежђу Береникина коса која се налази на листи објеката дубоког неба у Индекс каталогу.
Деклинација објекта је + 26° 42' 29" а ректасцензија 12h 37m 41,1s. Привидна величина (магнитуда) објекта IC 3599 износи 14,9 а фотографска магнитуда 15,7. IC 3599 је још познат и под ознакама CGCG 159-34, NPM1G +26.0288, KUG 1235+269, PGC 42154.